# Керівники Дніпра
| Роки      | Прізвище, ім'я     | Посада         | Роки      | Прізвище, ім'я      | Посада                                | Роки      | Прізвище, ім'я       | Посада                                       | Роки      | Прізвище, ім'я        | Посада                                |
| --------- | ------------------ | -------------- | --------- | ------------------- | ------------------------------------- | --------- | -------------------- | -------------------------------------------- | --------- | --------------------- | ------------------------------------- |
| 1786–1787 | Іван Шевелев       |                | 1860–1861 | Єгор Птіцин         | міський голова                        | 1935-1937 | Марк Лейбензон       | 1-й секретар міськкому КП(б)У                | 1964-1967 | Борис Кармазін        | голова міського виконавчого комітету  |
| 1791–1794 | Дмитро Горяїнов    | міський голова | 1861–1864 | Іван Ловягін        | міський голова                        | 1935-1935 | Беляєв               | голова міської ради                          | 1964-1966 | Іван Яцуба            | 1-й секретар міськкому КПУ            |
| 1794–1796 | Петро Башмаков     | міський голова | 1864–1864 | Дей Мінаков         | міський голова                        | 1935-1936 | Руденко              | голова міської ради                          | 1966-1970 | Анатолій Уланов       | 1-й секретар міськкому КПУ            |
| 1796–1797 | Григорій Кустов    | міський голова | 1864–1865 | Костянтин Кисельов  | міський голова                        | 1936-1937 | Григорій Петриченко  | голова міської ради                          | 1967-1970 | Євген Качаловський    | голова міського виконавчого комітету  |
| 1797–1800 | Дмитро Горяїнов    | міський голова | 1865–1868 | Дей Мінаков         | міський голова                        | 1937-1937 | Натан Марголін       | 1-й секретар міськкому КП(б)У                | 1970-1974 | Євген Качаловський    | 1-й секретар міськкому КПУ            |
| 1800–1803 | Кузьма Молчанов    | міський голова | 1868–1871 | Д.Пчолкін           | міський голова                        | 1937-1938 | Дем'ян Коротченко    | в.о. 1-го секретаря міського комітету КП(б)У | 1970-1974 | Віктор Бойко          | голова міського виконавчого комітету  |
| 1803–1806 | Петро Четвериков   | міський голова | 1871–1877 | Дей Мінаков         | міський голова                        | 1938-1939 | Мартинов             | голова міської ради                          | 1974-1976 | Віктор Бойко          | 1-й секретар міськкому КПУ            |
| 1806–1809 | Афанасій Коханов   | міський голова | 1877–1885 | Петро Калабухов     | міський голова                        | 1938-1941 | Семен Задіонченко    | 1-й секретар міськкому КП(б)У                | 1974-1981 | Іван Лях              | голова міського виконавчого комітету  |
| 1809–1811 | Степан Четвериков  | міський голова | 1885–1888 | Іван Яковлів        | міський голова                        | 1939-1940 | Іван Трушин          | в.о.голови міської ради                      | 1976-1983 | Володимир Ошко        | 1-й секретар міськкому КПУ            |
| 1811–1812 | Дмитро Горяїнов    | міський голова | 1889–1893 | Олександр Толстиков | міський голова                        | 1940-1941 | Микола Щолоков       | голова міського виконавчого комітету         | 1981-1989 | Олександр Мігдєєв     | голова міського виконавчого комітету  |
| 1812–1817 | Іван Колесніков    | міський голова | 1893–1901 | Іван Греков         | міський голова                        | 1941-1942 | Вільгельм Клостерман | комісар міста від імені Третього рейху       | 1983-1988 | Микола Омельченко     | 1-й секретар міськкому КПУ            |
| 1818–1821 | Дем'ян Кисельов    | міський голова | 1901–1901 | Олександр Толстиков | міський голова                        | 1941–1943 | Петро Соколовський   | голова Української допоміжної міської управи | 1988-1991 | Володимир Яцуба       | 1-й секретар міськкому КПУ            |
| 1821–1825 | Іван Колесніков    | міський голова | 1901–1902 | Петро Волков        | міський голова                        | 1943-1944 | Георгій Дементьєв    | в.о. 1-го секретаря міськкому КП(б)У         | 1989-1991 | Валерій Пустовойтенко | голова міського виконавчого комітету  |
| 1825–1828 | Яків Рохлін        | міський голова | 1902–1905 | Олександр Толстиков | міський голова                        | 1943-1944 | Винник Г.П.          | голова міського виконавчого комітету         | 1990-1991 | Володимир Яцуба       | голова міської ради                   |
| 1828–1828 | Іван Пчелкін       | міський голова | 1905–1909 | Іван Езау           | міський голова                        | 1944-1945 | Герасимов О.Т.       | голова міського виконавчого комітету         | 1991-1993 | Валерій Пустовойтенко | голова міської ради та міськвиконкому |
| 1828–1828 | Іван Колесніков    | міський голова | 1909–1917 | Іван Способний      | міський голова                        | 1944-1947 | Павло Найдьонов      | 1-й секретар міськкому КП(б)У                | 1993-1994 | Віктор Меркушов       | голова міської ради та міськвиконкому |
| 1830–1833 | Федір Дупленко     | міський голова | 1917–1917 | Костянтин Макаров   | міський голова                        | 1945-1952 | Микола Гавриленко    | голова міського виконавчого комітету         | 1994-1999 | Микола Швець          | голова міської ради та міськвиконкому |
| 1833–1834 | Яків Рохлін        | міський голова | 1917-1917 | Василь Осипов       | міський голова                        | 1947-1950 | Леонід Брежнєв       | 1-й секретар міськкому КП(б)У                | 1999-2014 | Іван Куліченко        | міський голова                        |
| 1834–1836 | Андрій Кирпишников | міський голова | 1918-1919 | Іван Езау           | міський голова                        | 1950-1952 | Павло Храпунов       | 1-й секретар міськкому КП(б)У                | 2014-2015 | Максим Романенко      | в.о.міського голови                   |
| 1836–1839 | Яків Рохлін        | міський голова | 1925-1927 | Іван Гаврилов       | голова міської ради                   | 1952-1957 | Микола Распопов      | голова міського виконавчого комітету         | 2015-2015 | Галина Булавка        | в.о.міського голови                   |
| 1839–1842 | Іван Артамонов     | міський голова | 1927-1929 | Федір Рязанов       | голова міської ради                   | 1952-1953 | Михайло Щербань      | 1-й секретар міськкому КПУ                   | 2015-     | Борис Філатов         | міський голова                        |
| 1842–1843 | Ілля Тархов        | міський голова | 1929-1929 | Ганна Богданова     | голова міської ради                   | 1953-1957 | Павло Храпунов       | 1-й секретар міськкому КПУ                   |           |                       |                                       |
| 1843–1846 | Хома Богданов      | міський голова | 1930-1932 | Павло Сорокін       | голова міської ради                   | 1957-1963 | Микола Гавриленко    | голова міського виконавчого комітету         |           |                       |                                       |
| 1846–1847 | Прокоп Бєлявський  | міський голова | 1930-1932 | Федір Зайцев        | 1-й секретар міського комітету КП(б)У | 1957-1960 | Іван Яцуба           | 1-й секретар міськкому КПУ                   |           |                       |                                       |
| 1847–1851 | Іван Ловягін       | міський голова | 1933-1933 | Кисельов            | голова міської ради                   | 1960-1961 | Костянтин Ярцев      | 1-й секретар міськкому КПУ                   |           |                       |                                       |
| 1851–1854 | Прокоп Бєлявський  | міський голова | 1933-1933 | Микола Голубенко    | голова міської ради                   | 1961-1963 | Віктор Чебриков      | 1-й секретар міськкому КПУ                   |           |                       |                                       |
| 1854–1860 | Іван Ловягін       | міський голова | 1934-1934 | Мірошниченко        | голова міської ради                   | 1963-1964 | Григорій Сокуренко   | голова міського виконавчого комітету         |           |                       |                                       |